# 克莱线
克莱线（Cayley's Sextic） 是極坐標方程为
{\displaystyle y=4a\cos ^{3}{\frac {\theta }{3}}}
的六次曲线，其中 a 是一个实数。直角坐標系：
{\displaystyle 4(x^{2}+y^{2}-ax)^{3}=27a^{2}(x^{2}+y^{2})^{2}}
中間的小圈所包圍的面積為{\displaystyle {\frac {5}{2}}\pi -{\frac {9}{2}}{\sqrt {3}}}，其餘部分包圍的面積為{\displaystyle 5\pi +{\frac {9}{2}}{\sqrt {3}}}。